# Bernard Van Der Linde
Bernard Jean Van Der Linde (* 14. Juni 1946 in Amsterdam; † 20. Juni 2021 in Guilherand-Granges) war ein französischer Radrennfahrer und nationaler Meister im Radsport.

## Sportliche Laufbahn
Van Der Linde war im Straßenradsport aktiv. Er begann mit dem Radsport im Verein VC Arras. Später wechselte er zum CSM Puteaux. Er gewann als Amateur 1966 das Eintagesrennen Paris–Blancafort. 1967 wurde seine erfolgreichste Saison. Er gewann Paris–Rouen, das Critérium des Vainqueurs sowie eine Etappe der Tour du Loir-et-Cher. In dem Etappenrennen wurde er hinter Jean-Claude Genty Zweiter. Van Der Linde gewann mehr als 100 Amateurrennen und startete mehrfach für die Nationalmannschaft. In der Internationalen Friedensfahrt 1967 schied er aus. Bei den Straßenradsport-Weltmeisterschaften 1967 wurde er 49. im Amateurrennen. 1968 wurde er Berufsfahrer im Radsportteam Peugeot und blieb bis 1971 als Radprofi aktiv. Als Profi hatte er keine Erfolge. In den Rennen der Monumente des Radsports war der 20. Platz im Rennen Mailand–Sanremo 1968 sein bestes Resultat. 

## Berufliches
Nach seiner Karriere als Radprofi übernahm er den Familienbetrieb, eine Heizungsfirma. 